# Alois Schindler (Mediziner)
Alois Schindler (* 1859 in Heinzendorf, Österreichisch-Schlesien; † 1930 vermutlich in Zuckmantel, Tschechoslowakei) war ein österreichischer Arzt. Das Medizinstudium ermöglicht hatte ihm sein Onkel Gregor Johann Mendel.

## Verwandtschaft
Die Eltern von Alois, Leopold Schindler und Theresia, geborene Mendel (1829–1908; Schwester von Johann Mendel)  feierten ihre Hochzeit am 12. Oktober 1852.  Die Eheleute Schindler bekamen vier Kinder:
- Johann Schindler (7. Februar 1855 – 19. Mai 1881): Ingenieur, Assistent an der Technischen Hochschule in Brünn. Starb an Tuberkulose.[2]
- Theresia Schindler (* 23. Mai 1857).[3]
- Alois Schindler (1859–1930): „I. Stadtarzt in Zuckmantel, Schlesien“.[4]
- Ferdinand Schindler (1864–1940): Arzt in Botenwald (Butovice).

Alois wohnte wie sein älterer Bruder (und dann sein jüngerer Bruder) während der Gymnasialzeit am Klosterplatz in Alt-Brünn. Die drei Mendel-Neffen besuchten oft den Klostergarten. Sonntags verbrachten sie gewöhnlich den Nachmittag beim Onkel in der Prälatur. Prälat Mendel finanzierte nicht nur die Gymnasialzeit, sondern unterstützte auch ihre Hochschulstudien. Dies war der Dank an seine Schwester Theresia, die ihm einen Teil ihres Erbes abgetreten hatte, damit er selbst das Gymnasium hatte besuchen können.

## Bedeutung

### Mendel-Biograph
Alois Schindler, nahestehender Verwandter Mendels, war Zeitzeuge für die Verhältnisse in Heinzendorf und Brünn. Ihm sind wichtige Einzelheiten über seinen Onkel zu danken, denn er ist der erste Biograph von Gregor Johann Mendel.
In der Gedenkrede hob er hervor, „daß Gregor Mendel der erste war, der bei der Kreuzung von Pflanzenarten und Pflanzenrassen gewisse Regelmäßigkeiten bemerkte, diese zahlenmäßig zum Ausdruck brachte und so ein neues, für die Pflanzen und wohl auch für die organischen Formen überhaupt giltiges Entwicklungsgesetz ableitete, welches nun allgemein das Mendel’sche Gesetz genannt wird.“ Er erarbeitete die Ahnenliste von Gregor Johann Mendel über neun Generationen zurück und veröffentlichte die Ergebnisse zum ersten Mal in der Zeitschrift „Sudetendeutsche Familienforschung“. Später erschienen die Ergebnisse zudem in Buchform.

### Mendel und Darwin
Der Wissenschaftsforschung bot Schindler ein starkes, bisher wenig beachtetes Indiz, was seinen Onkel zu den anstrengenden, mikrochirurgischen Pflanzenkreuzungen motiviert hatte. Es war nichts weniger als die Auseinandersetzung mit Charles Darwin. Im Schlüsselsatz für diese Auffassung steht: „Während mehrere Forscher angeregt durch den Darwinismus spekulativ vorgingen und sich in die kühnsten Hypothesen stürzten, betrat Mendel, um die neue Lehre zu prüfen, den einzig richtigen Weg, den Weg des Experimentes.“ Mendel kannte die „neue Lehre“, denn er besaß Darwins Bücher; sie sind erhalten, von Mendel mit Randbemerkungen kommentiert. Das bedeutsame Verhältnis zu Darwin blieb nicht ganz unbemerkt.
Ob nun aus Bescheidenheit oder gelenkt von Weisheit: Mendel erwähnte Darwin nur einmal, und zwar indirekt. Ein berühmter Hieracienkenner vertrete die Darwinsche Lehre. Der bekannte Spezialist für Hieracien war Professor Carl Nägeli in München, mit dem der Abt in kollegialem Briefwechsel stand. Mendel war nicht zuletzt katholischer Theologe und am Verstehen der Schöpfungsgeschichten interessiert, ohne einen „Kreationismus“ zu verfechten. Er widersprach Darwin nicht, machte aber für den Formenreichtum der Habichtskräuter nicht „Transmutation“ verantwortlich. Eine laute Auseinandersetzung mit Darwin hätte eine ebensolche mit Papst Pius IX. nach sich gezogen, der über den „Irrtum des Rationalismus“ geschrieben hatte. In dieser Hinsicht interpretierte Alois Schindler seinen Onkel mit einem Zitat von Francis Bacon: „Wenig Wissenschaft entfernt von Religion; viel Wissenschaft führt zu derselben zurück.“